# Una vida imaginaria
Una vida imaginaria es una novela de 1978 escrita por David Malouf.

## Esquema de la historia
Cuenta la historia del poeta romano Ovidio, durante su exilio en Tomis.
Mientras está allí, Ovidio vive con los nativos, aunque no entiende su idioma, y forma un vínculo con un niño salvaje que se encuentra viviendo en la naturaleza. La relación entre Ovidio y el niño, en un principio de protector y protegido, se convierte en una alianza entre dos personas en tierra extranjera.
Ovidio llega a Tomis inculturado con una cosmovisión romana y, a través de sus intentos de enseñarle el idioma al niño, puede liberarse de las constricciones del latín y la percepción global de la realidad que es su única barrera contra la trascendencia.
Ovidio busca continuamente al Niño y lo que representa para él. Llega tan lejos como para capturarlo en un intento de aprender de él y enseñarle lenguaje y convenciones.

## Recepción de la crítica
Al hacer una reseña del libro en The Canberra Times, Kevin Hart señaló: «Con escritura de este tipo, ficción que extiende la imaginación más allá de los confines de la experiencia normal, el criterio para nuestro juicio no es tanto el alcance del estilo imaginativo mostrado, sino cómo el escritor maneja los problemas causados por su extraordinaria imaginación. En este libro todo está elaborado con cuidado, quizás a veces demasiado, dando la impresión de que se trata de un ejercicio de estilo soberbiamente controlado».
«Una vida imaginaria se trata, en parte, de un viaje individual desde un estado de aislamiento y separación del medio ambiente, de deseo de domesticar y explotar la naturaleza, de estar totalmente enredado en el lenguaje y la cultura, a un estado de estar en íntimo contacto con las cosas salvajes e inexpertas del mundo. También se trata de un poeta, esclavizado por la civilización, que se da cuenta de que hay otras formas de vivir y experimentar; maneras que son hermosas y satisfactorias... Esos temas, de pertenencia y exilio, de cómo relacionarse con el medio ambiente y con aquellos que son diferentes a nosotros, son centrales en el debate sobre lo que significa ser australiano hoy. Una vida imaginaria no proporciona una plantilla viable sobre cómo navegar la complejidad de pertenecer y no pertenecer, ni debería hacerlo. Es una novela, no un documento de política. Sin embargo, nos muestra que es posible imaginar formas de hacer las cosas de manera diferente, formas de vivir de manera diferente con los demás y con la naturaleza. Y una vez imaginadas, esas otras formas de vivir parecen más posibles».